# Brangoli
Le Riu de Brangoli ou Riu de Brangol est une rivière française du département des Pyrénées-Orientales de la région Occitanie, dans l'ancienne région Languedoc-Roussillon, et un affluent droit de l'Angoustrine, dite aussi Riu Rahur, c'est-à-dire un sous-affluent de l'Èbre par le Sègre.

## Géographie
De 11,3 kilomètres de longueur, le riu de Brangoli prend sa source sur la commune de Enveitg à 2 450 mètres d'altitude, au lieu-dit la Tosa.
Il coule globalement du nord-ouest vers le sud-est.
Il conflue sur la commune de Ur, à 1 180 mètres d'altitude, à 150 m au sud-est du cimetière, et à 50 mètres à l'ouest de la Route nationale 20.
Les cours d'eau voisins sont, dans le sens des aiguilles d'une montre le Riu de Querol ou le Carol au nord, la Têt au nord-est, le Riu Rahur (son confluent) à l'est, au sud-est et au sud, le Canal de Puigcerda au sud-ouest, le Riu de Querol et riu de Salit à l'ouest et le Riu de Querol au nord-ouest.

### Communes et cantons traversés
Dans le seul département des Pyrénées-orientales (66), le riu de Brangoli traverse les deux communes suivantes, dans le sens amont vers aval, de Enveitg (source), Ur, (confluence).
Soit en termes de cantons, le Brangoli prend source et conflue dans le même canton des Pyrénées catalanes, dans l'arrondissement de Prades.

### Bassin versant
le Riu de Brangoli traverse une seule zone hydrographique Le ruisseau Rahur (Y002) est de 93 km2. Ce bassin versant est composé à 88,31 % de « forêts et milieux semi-naturels », à 11,03 % de « territoires agricoles », à 1,06 % de « territoires artificialisés ».

## Affluents
Le riu de Brangoli a un seul tronçon affluent référencé :
- le Riu de Bena (rd) 9,1 km, sur la seule commune de Enveitg.

Le rang de Strahler est donc de deux.